# Tony Wilding
Anthony „Tony“ Frederick Wilding (31. října 1883, Christchurch, Nový Zéland – 9. května 1915 blízko Neuve-Chapelle, Pas-de-Calais, Francie) byl tenista narozený na Novém Zélandu, reprezentující Australasii, který v první světové válce padl na bojišti. V letech 1912 a 1913 byl nejlepším hráčem světa, v roce 1911 první pozici sdílel společně s Australanem Normanem Brookesem. Čtyřikrát v řadě vyhrál dvouhru ve Wimbledonu, další čtyři tituly přidal ve čtyřhře.

## Biografie
Narodil se v Christchurch do rodiny zámožného právníka Fredericka Wildinga a Julie Wildingové. Po ukončení Wilsonovy školy na Cramner Square navštěvoval jeden semestr univerzitu v Canterbury, než v roce 1902 odjel do Anglie, kde studoval právo na univerzitě v Cambridgi. Tam se jako člen místního univerzitního tenisového klubu (Cambridge University Lawn Tennis Club) zdokonalil v herním stylu.
V roce 1905 nastoupil k debutu v Davis Cupu za tým Australasie. V následující sezóně již vyhrál Australasian Championship ve dvouhře i čtyřhře. Také završil svá univerzitní studia.
V letech 1907 a 1909 byl součástí vítězného daviscupového družstva Australasie a v roce 1909 podruhé triumfoval na Australian Open. Stejného roku složil advokátní zkoušky a začal pracovat u novozélandského Nejvyššího soudu. V letech 1910–1913, kdy se plně zaměřoval na tenis, dokázal čtyřikrát v řadě zvítězit na nejslavnějším turnaji světa ve Wimbledonu. Roku 1914 těsně neobhájil titul, když ve finále prohrál s Normanem Brookesem. Kromě toho získal i čtyři turnajová vítězství v mužské čtyřhře. V sezóně 1914 byl hlavní oporou daviscupového týmu, který si připsal další výhru v soutěži.
V roce 1908 byl nominován za Australasii na Letní olympijské hry do Londýna, ale kvůli administrativní chybě nemohl nastoupit. O čtyři roky později vybojoval na Letních olympijských hrách ve Stockholmu bronzovou medaili v halové soutěži mužské dvouhry.
V roce 1913 se mu povedl vybojovat triple – vyhrát tři největší turnaje tehdejší doby, které pořádala Mezinárodní tenisová federace (International Lawn Tennis Federation). Vedle zisku Wimbledonu (oficiálního mistrovství světa na trávě), zvítězil i na World Hard Court Championships (oficiálním mistrovství světa na antuce; jednalo se o pařížský turnaj a předchůdce French Open), stejně jako na World Covered Court Championship (oficiálním mistrovství světa v hale).
Měl vztah s hollywoodskou herečkou němého filmu Maxine Elliottovou.

### Smrt
Po propuknutí první světové války narukoval k Royal Marines britského Královského námořnictva, kde sloužil jako kapitán obrněné vozové divize na bojištích ve Francii. 9. května 1915 byl zabit během bitvy o pahorek Aubers u Neuve-Chapelle. Pohřben je na hřbitově Rue-des-Berceaux Military Cemetery v Richebourg-L'Avoue, Pas-de-Calais ve Francii.
V roce 1978 byl posmrtně uveden do Mezinárodní tenisové síně slávy. Tenisové centrum ve Wilding Parku v Christchurch nese na počest tenisty jeho jméno.

## Kriket a další aktivity
Na počátku 20. století byl členem kriketového týmu Canterbury Wizards, za nějž odehrál dva zápasy na nejvyšší úrovni. Účastnil se také dlouhých motocyklových závodů v Evropě, Americe a na Novém Zélandu. V roce 1908 vyhrál závod z Land's End do John o' Groats. Roku 1910 jel závod z Londýna k Ženevskému jezeru a zpět, který měřil 4800 km, včetně 560 kilometrů dlouhé jednodenní etapy z Évianu do Paříže.

## Finálová utkání na Grand Slamu

### Dvouhra (7)

#### Vítěz (6)
| Rok  | Turnaj                     | Finalista             | Výsledek             |
| 1906 | Australasian Championships | Harry Parker          | 6-0 6-4 6-4          |
| 1909 | Australasian Championships | Ernie Parker          | 6-1 7-5 6-2          |
| 1910 | Wimbledon                  | Arthur Gore           | 6-4 7-5 4-6 6-2      |
| 1911 | Wimbledon                  | Herbert Roper Barrett | 6-4 4-6 2-6 6-2 ret. |
| 1912 | Wimbledon                  | Arthur Gore           | 6-4 6-4 4-6 6-4      |
| 1913 | Wimbledon                  | Maurice McLoughlin    | 8-6 6-3 10-8         |

#### Finalista (1)
| Rok  | Turnaj    | Vítěz          | Výsledek    |
| 1914 | Wimbledon | Norman Brookes | 4-6 4-6 5-7 |

### Čtyřhra (8)

#### Vítěz (5)
| Rok  | Turnaj                     | Spoluhráč      | Finalisté                           | Výsledek        |
| 1906 | Australasian Championships | Rodney Heath   | C. Cox Harry Parker                 | 6-2 6-4 6-2     |
| 1907 | Wimbledon                  | Norman Brookes | Karl Behr Beals Wright              | 6-4 6-4 6-2     |
| 1908 | Wimbledon                  | Josiah Ritchie | Arthur Gore Herbert Roper Barrett   | 6-1 6-2 1-6 9-7 |
| 1910 | Wimbledon                  | Josiah Ritchie | Arthur Gore Herbert Roper Barrett   | 6-1 6-1 6-2     |
| 1914 | Wimbledon                  | Norman Brookes | Charles Dixon Herbert Roper Barrett | 6-1 6-1 5-7 8-6 |

#### Finalista (3)
| Rok  | Turnaj                     | Spoluhráč      | Vítězové                     | Výsledek            |
| 1908 | Australasian Championships | G. Sharp       | Fred Alexander Alfred Dunlop | 3-6 2-6 1-6         |
| 1909 | Australasian Championships | Tom Crooks     | J. Keane Ernie Parker        | 6-1 1-6 1-6 7-9     |
| 1911 | Wimbledon                  | Josiah Ritchie | Max Decugis André Gobert     | 7-9 7-5 3-6 6-2 2-6 |